# Вольфґанґ Берендт
Вольфґанґ Берендт (нім. Wolfgang Behrendt; 14 червня 1936) — німецький боксер найлегшої, легшої і напівлегкої ваги, що виступав за збірну команду НДР. Олімпійський чемпіон (1956), призер чемпіонату Європи з боксу (1955), триразовий чемпіон НДР (1955, 1957, 1960).

## Життєпис
Двічі, у 1955 та 1957 роках, перемагав у першості НДР з боксу в легшій вазі та у 1960 році — в напівлегкій вазі.
На чемпіонаті Європи з боксу 1955 року в Західному Берліні дістався півфіналу у найлегшій вазі, задовільнившись бронзовою медаллю.
На літніх Олімпійських іграх 1956 року в Мельбурні (Австралія) у змаганнях боксерів легшої ваги почергово переміг Генріка Оттесена (Данія), Овена Райлі (Велика Британія), Фредді Гілроя (Ірландія) та у фіналі — Сон Сун Чхона (Південна Корея), виборовши золоту олімпійську медаль.
Після завершення спортивної кар'єри у 1965—1990 роках працював спортивним фотографом газети «Neues Deutschland» (укр. Нова Німеччина), висвітлював всі найважливіші міжнародні спортивні змагання того часу.
Протягом 1970—1990 років був членом Національного олімпійського комітету (НОК) НДР, а після об'єднання Німеччини ще протягом 14 років — членом НОК Німеччини.
У подальшому зосередився на музиці, працював музичним клоуном у низці вар'єте.

## Нагороди
- Орден «За заслуги перед Вітчизною» в бронзі.
- Орден «Прапор Праці».

## Родина
Син Вольфґанґа Берендта — Маріо Берендт також став доволі відомим у Німеччині боксером.